# تواماساگا
تواماساگا (به لاتین: Tuamasaga) یک منطقهٔ مسکونی در ساموآ است که در ساموآ واقع شده‌است. تواماساگا ۹۵٬۹۰۷ نفر جمعیت دارد.